# Johann Salomon Hattenbach
Johann Salomon Hattenbach (* um den 28. Mai 1650 in Unterneubrunn; † 18. Mai 1699 in Lübeck) war ein deutscher Arzt und radikaler Pietist.

## Leben
Hattenbach war Sohn des Pastors Johann Hattenbach (1624–1700). Er besuchte das Gymnasium Illustre in Gotha bis 1669 und studierte sodann an den Universitäten Jena und Helmstedt Medizin. In Helmstedt ist er als Respondent nachgewiesen. Er wurde 1674 bei Heinrich Meibom mit seiner Disputation De colica zum Dr. med. promoviert. Hattenbach war etwa ab 1678 als Arzt in Boizenburg/Elbe, war von 1684 bis 1697 als praktischer Arzt in Lübeck und dann, wegen seiner pietistischen Auffassungen der Stadt Lübeck verwiesen, aufgrund einer Berufung durch den Geheimen Etatsrat und Hofkammerpräsidenten Dodo Freiherr zu Innhausen und Knyphausen im liberaleren Berlin tätig. Von Berlin kehrte er noch nach Lübeck zurück, wo er bald verstarb.
Historisch bedeutend ist Hattenbach weniger als Mediziner und Arzt, sondern als enthusiastischer Vertreter des radikalen Pietismus, der ihn insbesondere im orthodoxen Lübeck mit seinem Freundeskreis in einen Gegensatz zur städtischen Amtskirche brachte. Zu diesem Freundeskreis gehörten eine Jugendfreundin des in Lübeck aufgewachsenen August Hermann Francke, die mit dem Lübecker Maler Johann Heinrich Schwartz verheiratete Adelheit Sibylla Schwartz (1656–1703), der vormalige Student der Universität Leipzig Gebhard Levin Semmler, Johann Jauert (Sohn des Küsters der Lübecker Marienkirche) und Julius Franz Pfeiffer (ein Neffe des Lübecker Superintendenten August Pfeiffer). Der Freundeskreis, der teilweise in der Literatur als Konventikel gesehen wird, stand in engem Kontakt mit dem pietistischen Pastor Johann Wilhelm Petersen in Lüneburg, der später wegen seiner theologischen Auffassungen amtsenthoben wurde. Hattenbach gehörte zu den wenigen Personen außerhalb des engeren Petersenschen Haushalts, die bei einer Bezeugung der Rosamunde am 9. Mai 1691 zugegen waren. Die Mitglieder dieses Freundeskreise wurden teilweise mehrfach und zum Teil dauerhaft auf Betreiben des lutherisch orthodoxen Superintendentem August Pfeiffer der Stadt Lübeck verwiesen.
Hattenbach war Besitzer des Gutes Hanshagen in Mecklenburg. Friedrich Schlie berichtet von einem Grabstein für Hattenbachs Ehefrau am Südportal der Dorfkirche Kirch Grambow mit der schon Ende des 19. Jahrhunderts nicht mehr vollständig erhaltenen Inschrift: „CATHARINAM ELISABETHAM | PIGNORA CHARA MIHI BINAS – ANNAM | JOHANN SALOMO HATTENBACH MC……“.

## Schriften
- mit Heinrich Christoph Erythropel: Theses Medicae ex Universa Arte Depromptae. Müller, Helmstedt 1674 (Digitalisat, ULB Halle).
- als Mitautor: „Anchora Spei Davidica, Oder Davidischer Hoffnungs-Ancker/ Ausgewickelt aus den schönen Worten Davids … Ich hoffe aber darauff/ daß Du so gnädig bist … bey … Leich-Bestattung Der … Clarae Elisabethae Hattenbachin/ gebornen Glassin/ Des … Johannis Hattenbachs/ Treu-wachsamen und Hoch-verdienten Pfarrers/ und Superintendentens zu Waltershausen und derer dahin gehörigen Adiuncturen/ Hertz-werthest gewesener treuen Ehe-Liebsten/: Welche Am verwichenen Friedens-Fest/ war der IX. Sontag Trinitatis/ dieses 1674sten Jahrs … von denen grausamen Stein-Schmertzen völlig erlöset/ in Christo… eingeschlaffen/ und hernach den 20. Augusti in der Stadt-Kirchen zu Waltershausen … beygesetzet worden/.“ Reyher, Gotha 1674.
- Epistola sacra ad amicum Lipsiense. Lübeck 1694.